# DADGAD
A afinação DADGAD, por vezes chamada de "afinação celta", é uma afinação para violões e guitarras elétricas. É utilizada extensivamente na música celta e na música folclórica de diversos países, inclusive não europeus como os EUA. [carece de fontes?]
Sendo uma das mais conhecidas afinações abertas, a DADGAD (Ré,Lá,Ré,Sol,Lá,Ré) é uma alternativa à afinação padrão EADGBE (Mi,Lá,Ré,Sol,Si,Mi) e se caracteriza por possuir timbres diferenciados nos seus acordes, que também são diferentes dos presentes na afinação padrão. 
A primeira corda "D" (Ré) de baixo pra cima possui neutralidade tonal, funcionando como uma corda drone ou corda "simpática", semelhante às das afinações Cebolão e Rio Abaixo para a viola caipira. Esta afinação possibilita a construção de escalas maiores e menores.

## História
A afinação teria sido fruto da observação de uma antiga afinação de alaúde marroquino quando Davey Graham (músico inglês) decidiu testá-la em um violão. Posteriormente, diversos grupos e bandas da Irlanda, Escócia, e de outras nações passaram a utilizá-la por permitir melodias diferenciadas que se encaixam na música tradicional ou contemporânea destas nações.